# Futura Volley Giovani 2019-2020
Questa voce raccoglie le informazioni riguardanti la Futura Volley Giovani nelle competizioni ufficiali della stagione 2019-2020.

## Organigramma societario
Area direttiva
- Presidente: Franco Forte

Area tecnica
- Allenatore: Matteo Lucchini
- Allenatore in seconda: Luca Chiofalo

## Rosa
| N° | Nome               | Ruolo | Data di nascita   | Nazionalità sportiva |
| -- | ------------------ | ----- | ----------------- | -------------------- |
| 2  | Martina Veneriano  | C     | 3 marzo 1995      | Italia               |
| 3  | Valentina Danielli | L     | 29 settembre 1993 | Italia               |
| 4  | Caterina Cialfi    | P     | 17 agosto 1995    | Italia               |
| 7  | Virginia Peruzzo   | S     | 7 novembre 2000   | Italia               |
| 8  | Rebecca Latham     | O     | 23 giugno 1997    | Stati Uniti          |
| 9  | Alessia Cicolini   | O     | 27 agosto 2000    | Italia               |
| 10 | Benedetta Sartori  | C     | 14 aprile 2001    | Italia               |
| 11 | Aurora Pistolesi   | S     | 3 giugno 1999     | Italia               |
| 13 | Chiara Pinto       | S     | 10 maggio 1997    | Italia               |
| 15 | Michela Gallizioli | C     | 6 luglio 1993     | Italia               |
| 16 | Erin Grippo        | P     | 29 dicembre 2002  | Italia               |
| 17 | Barbara Garzonio   | L     | 31 ottobre 1992   | Italia               |
| 18 | Serena Zingaro     | S     | 19 luglio 1993    | Italia               |

## Risultati

### Serie A2

#### Regular season

##### Girone di andata
| 1ª giornata - 6 ottobre 2019 Palazzetto San Luigi, Busto Arsizio   | Futura Giovani      | 0 - 3 | CUS Torino     | 21-25, 17-25, 21-25        |
| 2ª giornata - 13 ottobre 2019 Honey Sport City, Roma               | Roma Club           | 3 - 0 | Futura Giovani | 25-22, 25-16, 25-21        |
| 3ª giornata - 20 ottobre 2019 Palazzetto San Luigi, Busto Arsizio  | Futura Giovani      | 3 - 0 | Due Principati | 25-15, 31-29, 27-25        |
| 4ª giornata - 27 ottobre 2019 PalaFontescodella, Macerata          | Helvia Recina       | 3 - 0 | Futura Giovani | 25-16, 25-13, 25-18        |
| 5ª giornata - 31 ottobre 2019 Palazzetto San Luigi, Busto Arsizio  | Futura Giovani      | 0 - 3 | Mondovì        | 22-25, 13-25, 20-25        |
| 6ª giornata - 3 novembre 2019 PalaCosta, Ravenna                   | Olimpia Teodora     | 3 - 1 | Futura Giovani | 25-23, 20-25, 25-20, 25-21 |
| 7ª giornata - 10 novembre 2019 Palazzetto San Luigi, Busto Arsizio | Futura Giovani      | 3 - 0 | Trentino Rosa  | 27-25, 25-20, 25-19        |
| 8ª giornata - 17 novembre 2019 PalaCollodi, Montecchio Maggiore    | Montecchio Maggiore | 3 - 1 | Futura Giovani | 25-19, 18-25, 25-23, 27-25 |
| 9ª giornata - 24 novembre 2019 Palazzetto San Luigi, Busto Arsizio | Futura Giovani      | 3 - 1 | Marsala        | 25-23, 24-26, 25-14, 27-25 |

##### Girone di ritorno
| 10ª giornata - 30 novembre 2019 PalaRuffini, Torino                          | CUS Torino     | 0 - 3 | Futura Giovani      | 25-27, 20-25, 22-25               |
| 11ª giornata - 8 dicembre 2019 Palazzetto San Luigi, Busto Arsizio           | Futura Giovani | 3 - 0 | Roma Club           | 25-21, 25-22, 25-16               |
| 12ª giornata - 15 dicembre 2019 Palazzetto Sant'Antonio, Pontecagnano Faiano | Due Principati | 0 - 3 | Futura Giovani      | 15-25, 22-25, 22-25               |
| 13ª giornata - 22 dicembre 2019 Palazzetto San Luigi, Busto Arsizio          | Futura Giovani | 3 - 2 | Helvia Recina       | 25-23, 18-25, 23-25, 25-22, 15-13 |
| 14ª giornata - 26 dicembre 2019 PalaManera, Mondovì                          | Mondovì        | 3 - 2 | Futura Giovani      | 23-25, 25-21, 16-25, 25-19, 15-7  |
| 15ª giornata - 29 dicembre 2019 Palazzetto San Luigi, Busto Arsizio          | Futura Giovani | 3 - 2 | Olimpia Teodora     | 25-21, 25-23, 18-25, 22-25, 20-18 |
| 16ª giornata - 5 gennaio 2020 PalaSanbapolis, Trento                         | Trentino Rosa  | 3 - 2 | Futura Giovani      | 17-25, 25-13, 24-26, 25-22, 15-12 |
| 17ª giornata - 12 gennaio 2020 Palazzetto San Luigi, Busto Arsizio           | Futura Giovani | 3 - 1 | Montecchio Maggiore | 25-17, 25-19, 24-26, 25-12        |
| 18ª giornata - 19 gennaio 2020 PalaBellina, Marsala                          | Marsala        | 0 - 3 | Futura Giovani      | 9-25, 21-25, 23-25                |

#### Pool promozione

##### Girone di andata
| 1ª giornata - 9 febbraio 2020 Palazzetto dello sport, Pinerolo     | Pinerolo             | 3 - 0 | Futura Giovani   | 25-20, 25-19, 25-23               |
| 2ª giornata - 16 febbraio 2020 Palazzetto San Luigi, Busto Arsizio | Futura Giovani       | 3 - 0 | Adolfo Consolini | 25-23, 25-20, 25-23               |
| 3ª giornata - 23 febbraio 2020 Palazzetto dello sport, Martignacco | Libertas Martignacco | 3 - 2 | Futura Giovani   | 25-27, 25-22, 15-25, 25-15, 15-12 |
| 4ª giornata - 1º marzo 2020 PalaScoppa, Soverato                   | Soverato             | -     | Futura Giovani   | annullata                         |
| 5ª giornata - 8 marzo 2020 Palazzetto San Luigi, Busto Arsizio     | Futura Giovani       | -     | Hermaea          | annullata                         |

##### Girone di ritorno
| 6ª giornata - 15 marzo 2020 Palazzetto San Luigi, Busto Arsizio       | Futura Giovani   | - | Pinerolo             | annullata |
| 7ª giornata - 22 marzo 2020 Palazzetto dello sport, S. Giovanni in M. | Adolfo Consolini | - | Futura Giovani       | annullata |
| 8ª giornata - 29 marzo 2020 Palazzetto San Luigi, Busto Arsizio       | Futura Giovani   | - | Libertas Martignacco | annullata |
| 9ª giornata - 5 aprile 2020 Palazzetto San Luigi, Busto Arsizio       | Futura Giovani   | - | Soverato             | annullata |
| 10ª giornata - 11 aprile 2020 Geopalace, Olbia                        | Hermaea          | - | Futura Giovani       | annullata |

### Coppa Italia di Serie A2

#### Fase a eliminazione diretta
| Quarti di finale - 22 gennaio 2020 Palazzetto dello sport, S. Giovanni in M. | Adolfo Consolini | 3 - 0 | Futura Giovani | 25-20, 29-27, 25-18 |

## Statistiche

### Statistiche di squadra
| Competizione             | Punti | In casa | In casa | In casa | In trasferta | In trasferta | In trasferta | Totale | Totale | Totale |
| Competizione             | Punti | G       | V       | P       | G            | V            | P            | G      | V      | P      |
| ------------------------ | ----- | ------- | ------- | ------- | ------------ | ------------ | ------------ | ------ | ------ | ------ |
| Serie A2                 | 34    | 10      | 8       | 2       | 11           | 3            | 8            | 21     | 11     | 10     |
| Coppa Italia di Serie A2 | -     | 0       | 0       | 0       | 1            | 0            | 1            | 1      | 0      | 1      |
| Totale                   | -     | 10      | 8       | 2       | 12           | 3            | 9            | 22     | 11     | 11     |

G = partite giocate; V = partite vinte; P = partite perse